# Corona ducal

Corona de duque.

Corona ducal que corresponde a la Grandeza de España.

La corona ducal es la corona o tocado representativo del título nobiliario de duque o duquesa. 
Está compuesta por un cerco de oro adornado de perlas y pedrería, decorado con ocho florones en forma de hojas de apio que se sostienen sobre puntas elaboradas con el mismo metal que la base. 
Esta es la corona con la que también timbran sus escudos los Grandes de España, estén o no en posesión de un ducado, aunque está cubierta de un bonete de terciopelo rojo rematado en un botón de oro.